# キルキュフェットル山

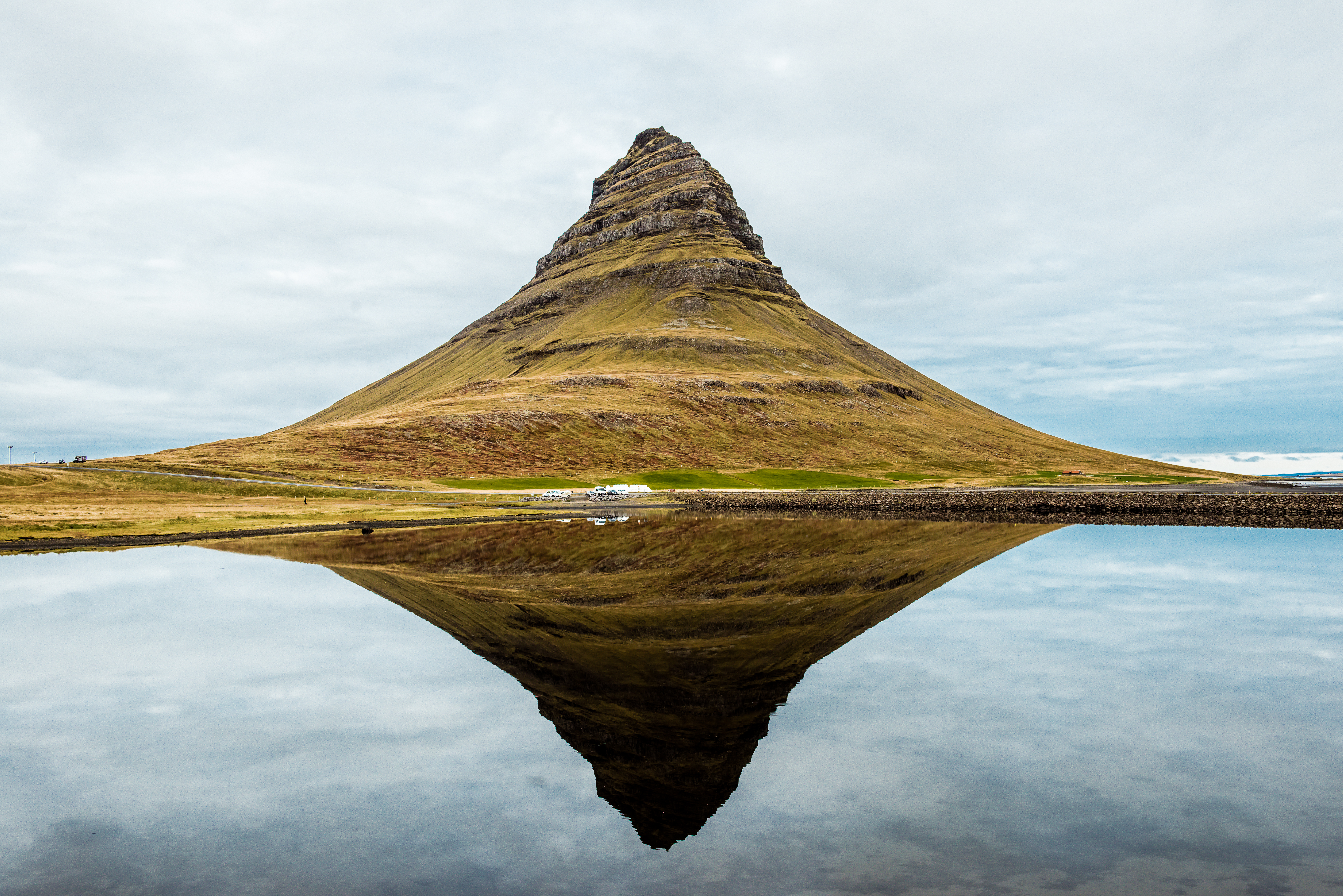
キルキュフェットル山

キルキュフェットル山（氷語：Kirkjufell）は、アイスランドのスナイフェルス半島に位置する標高463メートルの山である。
山の近くにはクルンタルフィヨルズル村がある。アイスランドで最も撮影された山であると言われている。
テレビドラマ『ゲーム・オブ・スローンズ』6期と7期の撮影地の一つである。

## 地理
キルキュフェットル山は火山岩を含むが、火山ではない。氷河時代に周囲の氷河の上に突き出た山で、それ以前は地域の地層の一部だったヌナタクと呼ばれるものである。その地層は、洪積層の溶岩と砂岩が交互に積み重なったもので、頂上には凝灰岩がある。

## 登山
キルキュフェットル山は、登山による死亡事故が多発している。